# Lepidasthenia guadalcanalis
Lepidasthenia guadalcanalis är en ringmaskart som beskrevs av Gibbs 1971. Lepidasthenia guadalcanalis ingår i släktet Lepidasthenia och familjen Polynoidae. Inga underarter finns listade i Catalogue of Life.